# Aigremont, Yvelines
Aigremont là một xã của Pháp, nằm trong département Yvelines và vùng Île-de-France.
Người dân ở đây trong tiếng Pháp gọi là Aigremontois.

## Biến động dân số
| 1793 | 1800 | 1806 | 1821 | 1831 | 1836 | 1841 | 1846 | 1851 |
| ---- | ---- | ---- | ---- | ---- | ---- | ---- | ---- | ---- |
| 148  | 137  | 148  | 158  | 162  | 154  | 156  | 166  | 167  |

| 1856 | 1861 | 1866 | 1872 | 1876 | 1881 | 1886 | 1891 | 1896 |
| ---- | ---- | ---- | ---- | ---- | ---- | ---- | ---- | ---- |
| 177  | 191  | 175  | 179  | 176  | 184  | 202  | 194  | 200  |

| 1901 | 1906 | 1911 | 1921 | 1926 | 1931 | 1936 | 1946 | 1954 |
| ---- | ---- | ---- | ---- | ---- | ---- | ---- | ---- | ---- |
| 200  | 185  | 186  | 155  | 165  | 189  | 187  | 186  | 217  |

| 1962                                         | 1968 | 1975 | 1982 | 1990 | 1999 | - | - | - |
| -------------------------------------------- | ---- | ---- | ---- | ---- | ---- | - | - | - |
| 280                                          | 262  | 406  | 864  | 914  | 873  | - | - | - |
| Số liệu kể từ 1962 : dân số không tính trùng |      |      |      |      |      |   |   |   |

## Hành chính
| Nhiệm kỳ                    | Tên           | Đảng |
| 2001                        | Gilbert Dijon | UMP  |
|                             |               |      |
| 1929-1971                   | René Meslé    |      |
| Số liệu trước đây không rõ. |               |      |